# Isverna
Isverna là một xã thuộc hạt Mehedinți, România. Dân số thời điểm năm 2002 là 2538 người.